# Heterusia subvermiculata
Heterusia subvermiculata là một loài bướm đêm trong họ Geometridae.